# Груни (Караш-Северин)
Груни (рум. Gruni) насеље је у Румунији у округу Караш-Северин у општини Корнерева. Oпштина се налази на надморској висини од 728 m.

## Прошлост
По "Румунској енциклопедији" место се помиње 1453. године, када постаје посед Јанка Хуњадија. По ослобођењу Баната 1717. године у њему је пописано 18 кућа.
Аустријски царски ревизор Ерлер је 1774. године констатовао да место "Груин" припада Лугожком округу и дистрикту. Становништво је било претежно влашко. Када је 1797. године пописан православни клир ту је један свештеник. Парох поп Траил Логожан (рукоп. 1778) служио се румунским језиком.

## Становништво
Према подацима из 2002. године у насељу је живело 60 становника, од којих су сви румунске националности.